# Liste des matchs de l'équipe de Mauritanie de football par adversaire
Cette liste présente les matchs de l'équipe de Mauritanie de football par adversaire rencontré.
- Haut – A
- B
- C
- D
- E
- F
- G
- H
- I
- J
- K
- L
- M
- N
- O
- P
- Q
- R
- S
- T
- U
- V
- W
- X
- Y
- Z

## A

### Angola

#### Confrontations
Confrontations entre la Mauritanie et l'Angola en matches officiels :
|   | Date            | Lieu       | Match               | Score | Compétition                                                  |
| - | --------------- | ---------- | ------------------- | ----- | ------------------------------------------------------------ |
| 1 | 12 octobre 2018 | Luanda     | Angola - Mauritanie | 4-1   | Qualifications à la Coupe d'Afrique des nations 2019 (gr. I) |
| 2 | 16 octobre 2018 | Nouakchott | Mauritanie - Angola | 1-0   | Qualifications à la Coupe d'Afrique des nations 2019 (gr. I) |
| 3 | 29 juin 2019    | Suez       | Mauritanie - Angola | 0-0   | Coupe d'Afrique des nations 2019 (gr. E)                     |
| 4 | 20 Janvier 2024 | Bouaké     | Mauritanie - Angola | 2-3   | CAN 2024 (Gr B)                                              |

#### Bilan
- Total de matchs disputés : 4
- Victoires de la Mauritanie : 1
- Matchs nuls : 1
- Victoires de l'Angola : 2
- Total de buts marqués par la Mauritanie : 4
- Total de buts marqués par l'Angola : 6

### Algérie
|   | Date            | Lieu   | Match                | Score | Compétition                                          |
| - | --------------- | ------ | -------------------- | ----- | ---------------------------------------------------- |
| 1 | 23 janvier 2024 | Bouaké | Mauritanie - Algérie | 1-0   | Coupe d'Afrique des nations de football 2023 (gr. D) |

## B

### Burkina Faso
| Date             | Lieu        | Match                      | Score | Compétition            |
| ---------------- | ----------- | -------------------------- | ----- | ---------------------- |
| 8 Septembre 2018 | Nouakchott  | Mauritanie - Burkina Faso  | 2-0   | Qualification CAN 2019 |
| 22 Mars 2019     | Ouagadougou | Burkina Faso - Mauritanie  | 1-0   | Qualification CAN 2019 |
| 16 Janvier 2024  | Bouaké      | Burkina Faso vs Mauritanie | 1-0   | CAN 2024 ('Gr D)       |

### Cap vert
| Date         | Lieu       | Match                 | Score | Compétition              |
| ------------ | ---------- | --------------------- | ----- | ------------------------ |
| 5 Sep 2002   | Nouakchott | Mauritanie - Cap vert | 0-2   | Qualification CAN 2004   |
| 20 Juin 2003 | Praia      | Cap vert - Mauritanie | 3-0   | Qualification CAN 2004   |
| 24 Jan 2024  | Praia      | Cap vert - Mauritanie | 1-0   | CAN 2024 (1/8 DE FINALE) |

### Comores
Confrontations entre la Mauritanie et les Comores :
|   | Date           | Lieu  | Match                | Score | Compétition  |
| - | -------------- | ----- | -------------------- | ----- | ------------ |
| 1 | 6 octobre 2017 | Tunis | Mauritanie - Comores | 0-1   | Match amical |

#### Bilan
Au 17 avril 2019 :
- Total de matchs disputés : 2
- Victoires de la Mauritanie : 1
- Matchs nuls : 1
- Victoires des Comores : 0
- Total de buts marqués par la Mauritanie : 4
- Total de buts marqués par les Comores : 1

## E

### Éthiopie

#### Confrontations
Confrontations entre la Mauritanie et l'Éthiopie :
|   | Date         | Lieu        | Match                 | Score | Compétition                                                     |
| - | ------------ | ----------- | --------------------- | ----- | --------------------------------------------------------------- |
| 1 | 13 juin 2008 | Nouakchott  | Mauritanie - Éthiopie | 0-1   | Éliminatoires de la Coupe du monde 2010 (zone Afrique, 2e tour) |
| 2 | 22 juin 2008 | Addis-Abeba | Éthiopie - Mauritanie | 6-1   | Éliminatoires de la Coupe du monde 2010 (zone Afrique, 2e tour) |

#### Bilan
Au 17 avril 2019 :
- Total de matchs disputés : 2
- Victoires de la Mauritanie : 0
- Matchs nuls : 0
- Victoires de l'Éthiopie : 2
- Total de buts marqués par la Mauritanie : 1
- Total de buts marqués par l'Éthiopie : 7

## M

### Mali

#### Confrontations
Confrontations entre le Mali et la Mauritanie en matches officiels :
|    | Date              | Lieu       | Match             | Score | Compétition                                                                  |
| -- | ----------------- | ---------- | ----------------- | ----- | ---------------------------------------------------------------------------- |
| 1  | 12 janvier 1979   | Bissau     | Mali - Mauritanie | 4-2   | Coupe Amílcar Cabral 1979 (en) (gr. A)                                       |
| 2  | 12 février 1980   | Banjul     | Mauritanie - Mali | 1-0   | Coupe Amílcar Cabral 1980 (en) (gr. B)                                       |
| 3  | 28 septembre 1980 | Bamako     | Mali - Mauritanie | 2-0   | Qualifications à la Coupe d'Afrique des nations 1982 (tour préliminaire)     |
| 4  | 12 octobre 1980   | Nouakchott | Mauritanie - Mali | 2-1   | Qualifications à la Coupe d'Afrique des nations 1982 (tour préliminaire)     |
| 5  | 2 février 1981    | Bamako     | Mali - Mauritanie | 2-0   | Coupe Amílcar Cabral 1981 (en) (gr. A)                                       |
| 6  | 11 février 1982   | Praia      | Mali - Mauritanie | 4-0   | Coupe Amílcar Cabral 1982 (en) (gr. A)                                       |
| 7  | 24 juillet 1983   | Nouakchott | Mauritanie - Mali | 0-2   | Coupe Amílcar Cabral 1983 (en) (gr. A)                                       |
| 8  | 28 juillet 1983   | Nouakchott | Mauritanie - Mali | 0-2   | Coupe Amílcar Cabral 1983 (en) (match pour la 3e place)                      |
| 9  | 9 février 1984    | Freetown   | Mali - Mauritanie | 1-0   | Coupe Amílcar Cabral 1984 (en) (gr. B)                                       |
| 10 | 12 février 1985   | Banjul     | Mali - Mauritanie | 3-0   | Coupe Amílcar Cabral 1985 (en) (gr. B)                                       |
| 11 | 26 février 1987   | Conakry    | Mali - Mauritanie | 1-0   | Coupe Amílcar Cabral 1987 (en) (gr. A)                                       |
| 12 | 3 mai 1988        | Bissau     | Mali - Mauritanie | 2-2   | Coupe Amílcar Cabral 1988 (en) (gr. A)                                       |
| 13 | 1er décembre 1993 | Freetown   | Mali - Mauritanie | 0-0   | Coupe Amílcar Cabral 1993 (en) (gr. A)                                       |
| 14 | 9 janvier 1994    | Nouakchott | Mauritanie - Mali | 1-3   | Match amical                                                                 |
| 15 | 25 décembre 1994  | Bamako     | Mali - Mauritanie | 0-0   | Match amical                                                                 |
| 16 | 29 décembre 1994  | Bamako     | Mali - Mauritanie | 0-0   | Match amical                                                                 |
| 17 | 2 janvier 1995    | Bamako     | Mali - Mauritanie | 0-1   | Match amical                                                                 |
| 18 | 21 novembre 1995  | Nouakchott | Mauritanie - Mali | 3-1   | Coupe Amílcar Cabral 1995 (en) (gr. A)                                       |
| 19 | 13 novembre 1997  | Bamako     | Mali - Mauritanie | 3-1   | Match amical                                                                 |
| 20 | 15 novembre 1997  | Bamako     | Mali - Mauritanie | 3-0   | Match amical                                                                 |
| 21 | 9 mai 2000        | Praia      | Mali - Mauritanie | 2-2   | Coupe Amílcar Cabral 2000 (gr. B)                                            |
| 22 | 3 novembre 2001   | Bamako     | Mali - Mauritanie | 3-2   | Coupe Amílcar Cabral 2001 (en) (gr. A)                                       |
| 23 | 2 octobre 2002    | Bamako     | Mali - Mauritanie | 2-0   | Match amical                                                                 |
| 24 | 18 octobre 2015   | Bamako     | Mali - Mauritanie | 2-1   | Qualifications au Championnat d'Afrique des nations 2016 (en) (zone Ouest A) |
| 25 | 24 octobre 2015   | Nouakchott | Mauritanie - Mali | 1-1   | Qualifications au Championnat d'Afrique des nations 2016 (en) (zone Ouest A) |
| 26 | 12 août 2017      | Nouakchott | Mauritanie - Mali | 2-2   | Qualifications au Championnat d'Afrique des nations 2018 (zone Ouest A)      |
| 27 | 19 août 2017      | Bamako     | Mali - Mauritanie | 0-1   | Qualifications au Championnat d'Afrique des nations 2018 (zone Ouest A)      |
| 28 | 24 juin 2019      | Suez       | Mali - Mauritanie | 4-1   | Coupe d'Afrique des nations 2019 (gr. E)                                     |
| 29 | 20 Janvier 2022   | Douala     | Mali - Mauritanie | 2-0   | CAN 2022 (gr. F)                                                             |

#### Bilan
- Total de matchs disputés : 29
- Victoires du Mali : 17
- Matchs nuls : 7
- Victoires de la Mauritanie : 5
- Total de buts marqués par le Mali : 52
- Total de buts marqués par la Mauritanie : 23

## R

### République centrafricaine

#### Confrontations
Confrontations entre la République centrafricaine et la Mauritanie :
|   | Date             | Lieu       | Match                                  | Score | Compétition                                                  |
| - | ---------------- | ---------- | -------------------------------------- | ----- | ------------------------------------------------------------ |
| 1 | 19 novembre 2019 | Nouakchott | Mauritanie - République centrafricaine | 2-0   | Qualifications à la Coupe d'Afrique des nations 2021 (gr. E) |
|   | 9 novembre 2020  |            | République centrafricaine - Mauritanie |       | Qualifications à la Coupe d'Afrique des nations 2021 (gr. E) |

#### Bilan
Au 22 novembre 2019 :
- Total de matchs disputés : 1
- Victoires de la République centrafricaine : 0
- Matchs nuls : 0
- Victoires de la Mauritanie: 1
- Total de buts marqués par la République centrafricaine : 2
- Total de buts marqués par la Mauritanie : 0

## S

### Sierra Leone

#### Confrontations
Confrontations entre la Sierra Leone et la Mauritanie :
|   | Date             | Lieu       | Match                     | Score           | Compétition                                                                                      |
| - | ---------------- | ---------- | ------------------------- | --------------- | ------------------------------------------------------------------------------------------------ |
| 1 | 23 juillet 1983  | Nouakchott | Mauritanie - Sierra Leone | 1-0             | Coupe Amílcar Cabral 1983 (en) (gr. A)                                                           |
| 2 | 2 janvier 1984   |            | Sierra Leone - Mauritanie | 1-0             | Match amical                                                                                     |
| 3 | 2 février 1986   | Dakar      | Sierra Leone - Mauritanie | 1-0             | Coupe Amílcar Cabral 1986 (en) (gr. B)                                                           |
| 4 | 25 mai 1989      | Bamako     | Sierra Leone - Mauritanie | 2-1             | Coupe Amílcar Cabral 1989 (en) (gr. B)                                                           |
| 5 | 28 novembre 1995 | Nouakchott | Mauritanie - Sierra Leone | 0-0 (tab : 2-4) | Coupe Amílcar Cabral 1995 (en) (finale)                                                          |
| 6 | 21 juin 2015     | Nouakchott | Mauritanie - Sierra Leone | 2-1             | Qualifications au Championnat d'Afrique des nations 2016 (en) (zone Ouest A - tour préliminaire) |
| 7 | 27 juin 2015     | Nouakchott | Sierra Leone - Mauritanie | 0-2             | Qualifications au Championnat d'Afrique des nations 2016 (en) (zone Ouest A - tour préliminaire) |

#### Bilan
Au 22 avril 2019 :
- Total de matchs disputés : 7
- Victoires de la Sierra Leone : 3
- Matchs nuls : 1
- Victoires de la Mauritanie : 3
- Total de buts marqués par la Sierra Leone : 5
- Total de buts marqués par la Mauritanie : 6

### Somalie

#### Confrontations
Confrontations entre la Somalie et la Mauritanie :
|   | Date             | Lieu     | Match                | Score | Compétition                                                  |
| - | ---------------- | -------- | -------------------- | ----- | ------------------------------------------------------------ |
| 1 | 7 août 1985      | Rabat    | Somalie - Mauritanie | 5-2   | Jeux panarabes de 1985 (gr. A)                               |
| 2 | 27 décembre 2006 | Beyrouth | Somalie - Mauritanie | 2-8   | Qualifications à la Coupe arabe des nations 2009 (en)(gr. 2) |

#### Bilan
Au 4 mai 2019 :
- Total de matchs disputés : 2
- Victoires de la Somalie : 1
- Matchs nuls : 0
- Victoires de la Mauritanie : 1
- Total de buts marqués par la Somalie : 7
- Total de buts marqués par la Mauritanie : 10

### Soudan du Sud

#### Confrontations
Confrontations entre la Mauritanie et le Soudan du Sud :
|   | Date            | Lieu       | Match                      | Score | Compétition                                                       |
| - | --------------- | ---------- | -------------------------- | ----- | ----------------------------------------------------------------- |
| 1 | 7 octobre 2015  | Djouba     | Soudan du Sud - Mauritanie | 1-1   | Éliminatoires de la Coupe du monde 2018 : zone Afrique (1er tour) |
| 2 | 13 octobre 2015 | Nouakchott | Mauritanie - Soudan du Sud | 4-0   | Éliminatoires de la Coupe du monde 2018 : zone Afrique (1er tour) |

#### Bilan
Au 4 mai 2019 :
- Total de matchs disputés : 2
- Victoires de la Mauritanie : 1
- Matchs nuls : 1
- Victoires du Soudan du Sud : 0
- Total de buts marqués par la Mauritanie : 5
- Total de buts marqués par le Soudan du Sud : 1

### Syrie
Confrontations
| Date            | Lieu      | Match              | Score | Compétition   |
| --------------- | --------- | ------------------ | ----- | ------------- |
| 6 Décembre 2021 | Al Wakrah | Syrie - Mauritanie | 1-2   | Arab Cup 2021 |

## T

### Tunisie

#### Confrontations
Confrontations entre la Tunisie et la Mauritanie  :
|    | Date             | Lieu       | Match                | Score | Compétition                                                         |
| -- | ---------------- | ---------- | -------------------- | ----- | ------------------------------------------------------------------- |
| 1  | 4 août 1985      | Rabat      | Tunisie - Mauritanie | 4-0   | Jeux panarabes de 1985 (gr. A)                                      |
| 2  | 29 janvier 1995  | Tunis      | Tunisie - Mauritanie | 1-0   | Qualifications à la Coupe d'Afrique des nations 1996 (gr. 2)        |
| 3  | 30 juillet 1995  | Nouakchott | Mauritanie - Tunisie | 0-0   | Qualifications à la Coupe d'Afrique des nations 1996 (gr. 2)        |
| 4  | 7 novembre 1995  | Radès      | Tunisie - Mauritanie | 2-1   | Match amical                                                        |
| 5  | 7 avril 2000     | Nouakchott | Mauritanie - Tunisie | 1-2   | Tours préliminaires à la Coupe du monde 2002 (zone Afrique - gr. A) |
| 6  | 22 avril 2000    | Tunis      | Tunisie - Mauritanie | 3-0   | Tours préliminaires à la Coupe du monde 2002 (zone Afrique - gr. A) |
| 7  | 13 novembre 2015 | Nouakchott | Mauritanie - Tunisie | 1-2   | Éliminatoires de la Coupe du monde 2018 (zone Afrique - 2e tour)    |
| 8  | 17 novembre 2015 | Radès      | Tunisie - Mauritanie | 2-1   | Éliminatoires de la Coupe du monde 2018 (zone Afrique - 2e tour)    |
| 9  | 15 novembre 2016 | Gabès      | Tunisie - Mauritanie | 0-0   | Match amical                                                        |
| 10 | 2 juillet 2019   | Suez       | Mauritanie - Tunisie | 0-0   | Coupe d'Afrique des nations 2019 (gr. E)                            |
| 11 | 30 Novembre 2021 | Al Rayyan  | Tunisie - Mauritanie | 5-1   | Arab Cup                                                            |
| 12 | 16 Janvier 2022  | Limbé      | Tunisie - Mauritanie | 4-0   | Coupe d Afrique des nations 2022(gr. E)                             |

#### Bilan
- Total de matchs disputés : 12
- Victoires de la Tunisie : 9
- Matchs nuls : 3
- Victoires de la Mauritanie : 0
- Total de buts marqués par la Tunisie : 25
- Total de buts marqués par la Mauritanie : 5

### Togo
| Date             | Place      | Match              | Score | Comptétition            |
| ---------------- | ---------- | ------------------ | ----- | ----------------------- |
| 11 Octobre 2002  | Lomé       | Togo vs Mauritanie | 1-0   | CAN 2004 Qualification  |
| 4 Juillet 2003   | Nouakchott | Mauritanie - Togo  | 0-0   | CAN 2004 Qualification  |
| 17 Mars 2025     | Lomé       | Togo vs Mauritanie |       | FIFA 2026 Qualification |
| 1 Septembre 2025 | Nouakchott | Mauritanie - Togo  |       | FIFA 2026 Qualification |